# كوب روني
كوب روني (بالإنجليزية: Cobb Rooney)‏ هو لاعب كرة قدم أمريكي، ولد في 23 مارس 1900 في فيرجينيا في الولايات المتحدة، وتوفي في 14 مايو 1973. لعب مع أريزونا كاردينالز.

## وصلات خارجية
- كوب روني على موقع مرجع كرة القدم المحترفة.كوم (الإنجليزية)